# 宝塚大学
宝塚大学（たからづかだいがく、英語: Takarazuka University）は、大阪府大阪市北区芝田1丁目13番16号（2021年3月までは兵庫県宝塚市花屋敷つつじガ丘7-27）に本部を置く日本の私立大学。1966年創立、1987年大学設置。大学の略称は宝塚大。
学校法人宝塚大学が運営を行っている。

## 概要
- 開学年度が1987年と、芸術系大学の中では比較的新しい大学である（前身である関西女子美術短期大学は1967年開学）。
- 長らく法人名（学校法人関西女子学園）は前身となった短期大学（関西女子美術短期大学）の設置認可時を経て、大学開学時から2021年3月まで変わっていなかったが、大学は開学以来、男女共学である。
- 2010年4月に大阪梅田キャンパスを開設し、看護学部を設置するのに伴い、大学名を「宝塚造形芸術大学」から「宝塚大学」に変更した。
- 通称「宝塚大」（宝塚造形芸術大学時代は「宝塚芸大」「宝塚造形大」）。地元の宝塚市近辺では「造形大」や「芸大」と呼ばれる。また、芸術系大学に関する話の中で、単に「宝塚」と呼べば、この大学のことを指し、この呼び名が最もよく使用されている。
- キャンパスは宝塚市の他に、大阪・梅田、東京・新宿にも存在する。また、一般に向けた「エクステンションコース」という大学に在籍せずとも受講できる公開講座を行っている。この講座で得られた単位は、正式な大学の卒業単位としても認められる。近年では、メディア・コンテンツ分野における研究・教育に積極的に力を入れている。
- 2016年度から宝塚市にある造形芸術学部の学生募集が停止され、法人本部も2021年4月に宝塚市から大阪市内に移転した。これに伴い宝塚キャンパスが実質的に閉鎖された形になっている。大学法人本部は「宝塚は発祥の地でもあり、大学の名称にも取り入れており、大事な場所」と強調するが、今後の活用について「現段階では検討中としか言えない」としている[1]。
- 大学院では、茶道や華道などにおける東洋・日本文化の真髄を具現した文化を研究し、学ぶことができる伝統芸術分野の研究領域を、全国の大学に先駆けて設置していたことがある。ただ、学部にはこの分野を研究・教育・教授する組織をおいていなかった。このため、本研究領域に入学する学生の出身学部や大学院は他の領域と比較すると特に多種多様であった。だが、2006年度に大学院の全面的改組を行うことに伴い、これらを研究領域とする学生の募集を停止した。
- 学生総数 795名（男子：245名<30.8%>、女子：550名<69.2%>）（2019年<平成31年>4月1日現在）

## 沿革
- 1966年（昭和41年） 学校法人関西女子学園設立認可
- 1967年（昭和42年） 学校法人関西女子学園創設。関西女子美術短期大学（後の宝塚造形芸術大学短期大学部）開学
- 1977年（昭和52年） 宝塚造形芸術大学設立準備委員会設置
- 1986年（昭和61年） 宝塚造形芸術大学造形学部美術学科・産業デザイン学科設置認可
- 1987年（昭和62年） 宝塚造形芸術大学として開学
- 1993年（平成5年） 宝塚造形芸術大学院造形研究科造形・デザイン専攻修士課程設置認可・開設
- 1994年（平成6年） 宝塚造形芸術大学造形学部映像造形学科設置認可
- 1995年（平成7年） 宝塚造形芸術大学造形学部映像造形学科開設
- 1996年（平成8年） 関西女子美術短期大学を関西芸術短期大学と改称し共学化
- 1998年（平成10年） 宝塚造形芸術大学造形学部芸術情報学科設置認可
- 1999年（平成11年） 宝塚造形芸術大学造形学部芸術情報学科開設。宝塚造形芸術大学大学院造形研究科造形・デザイン専攻博士課程設置認可
- 2000年（平成12年） 宝塚造形芸術大学造形研究科造形・デザイン専攻博士課程（後期）開設
- 2001年（平成13年） 関西芸術短期大学を宝塚造形芸術大学短期大学部に改称
- 2003年（平成15年） 宝塚造形芸術大学短期大学部の学生募集停止。宝塚造形芸術大学大学院デザイン経営研究科デザイン経営専攻専門職学位課程設置認可
- 2004年（平成16年） 宝塚造形芸術大学短期大学部を廃止。宝塚造形芸術大学大学院デザイン経営研究科専門職学位課程開設
- 2005年（平成17年） 宝塚造形芸術大学造形学部映像造形学科学生募集停止。宝塚造形芸術大学メディア・コンテンツ学部映像造形学科及びコンテンツ・プロデューサ学科設置
- 2006年（平成18年） 東京新宿キャンパス開設。宝塚造形芸術大学大学院造形研究科造形デザイン専攻修士課程及び博士課程（後期）を大学院メディア・造形研究科メディア・コンテンツ専攻修士課程及び博士課程（後期）と造形・デザイン専攻修士課程及び博士課程（後期）の2専攻とする
- 2007年（平成19年） 宝塚造形芸術大学東京メディア・コンテンツ学部メディア・コンテンツ学科開設
- 2008年（平成20年） 宝塚造形芸術大学メディア・コンテンツ学部コンテンツ・プロデューサ学科を廃止。宝塚造形芸術大学メディア・コンテンツ学部映像造形学科をメディア・コンテンツ学科に名称変更
- 2009年（平成21年） 宝塚造形芸術大学看護学部看護学科設置認可
- 2010年（平成22年） 大学名を宝塚大学に名称変更。看護学部看護学科開設。造形学部美術学科、産業デザイン学科、芸術情報学科及びメディア・コンテンツ学部メディア・コンテンツ学科の2学部4学科を、造形芸術学部アート・デザイン学科及びメディア・デザイン学科の1学部2学科に改組
- 2011年（平成23年） 大学院デザイン経営研究科を廃止
- 2013年（平成25年） 造形芸術学部アートデザイン学科を造形芸術学部制作力創造学科に、造形芸術学部メディア・デザイン学科を造形芸術学部想像力創造学科に名称変更し、各々の学科のコース制を研究室制に変更。東京メディア・コンテンツ学部メディア・コンテンツ学科のコース制を領域・研究室制に変更
- 2014年（平成26年） 助産学専攻科開設。東京メディア・コンテンツ学部メディア・コンテンツ学科を東京メディア芸術学部メディア芸術学科に名称変更
- 2015年（平成27年） 平成28年度（2016年度）から造形芸術学部において学生募集停止の旨を発表[2]
- 2018年（平成30年） 大学院メディア造形・研究科造形・デザイン専攻修士課程及び博士課程（後期）を廃止
- 2019年（平成31年） 造形芸術学部制作力創造学科、想像力創造学科を廃止。大学院メディア・造形研究科メディア・コンテンツ専攻をメディア芸術研究科メディア芸術専攻に名称変更
- 2021年（令和3年） 運営法人名を学校法人関西女子学園から学校法人宝塚大学へ、法人本部を兵庫県宝塚市から大阪府大阪市北区へ変更

## 教育および研究

### 学部・学科
- 看護学部
  - 看護学科
- 東京メディア芸術学部
  - メディア芸術学科
    - マンガ分野
    - イラストレーション分野
    - ゲーム分野
    - アニメーション分野
    - メディアデザイン分野

### 大学院
- メディア芸術研究科
  - メディア芸術専攻（修士課程）

### 専攻科
- 助産学専攻科

## 施設

### 宝塚キャンパス
- 開学より2021年3月まで法人本部が所在していた。
- 交通アクセス: 阪急電鉄宝塚線雲雀丘花屋敷駅から阪急バス150系統「愛宕原ゴルフ場」行きで約10分、「長尾台」下車徒歩すぐ（北緯34度50分10.5秒 東経135度24分0.3秒 / 北緯34.836250度 東経135.400083度座標: 北緯34度50分10.5秒 東経135度24分0.3秒 / 北緯34.836250度 東経135.400083度）
  - 電車通学の学生のため、阪急バスが阪急川西能勢口（阪急電鉄宝塚線・能勢電鉄川西能勢口駅南側）から専用直行バス（無料）を運行。JR西日本福知山線 (JR宝塚線)川西池田駅から阪急川西能勢口まで徒歩約5分。
- 本館
  - 事務局
  - 三菱UFJ銀行のATM
  - リフレッシュメントハウス（食堂）
  - 体育館
  - アートヒルホール
- マルチメディアタワー
  - 音響心理学実験室
  - 情報メディアセンター
  - マルチメディアホール
- テラス棟・クリスタル棟
  - シネマスタジオ
  - クリスタルステージ
  - 演出空間スタジオ

宝塚キャンパスは宝塚市花屋敷つつじガ丘の山腹にあり、宝塚市立長尾台小学校が正門から道路を渡ったところにある。宝塚キャンパスの学舎は、主にフランスで活躍した建築家ル・コルビュジエの弟子であるアンドレ・ヴォジャンスキーのデザインで、マルチメディアタワーのインテリアはルーヴル美術館のインテリアデザインを手掛けたアラン・リシャールによるもの。（参照）

### 大阪梅田キャンパス

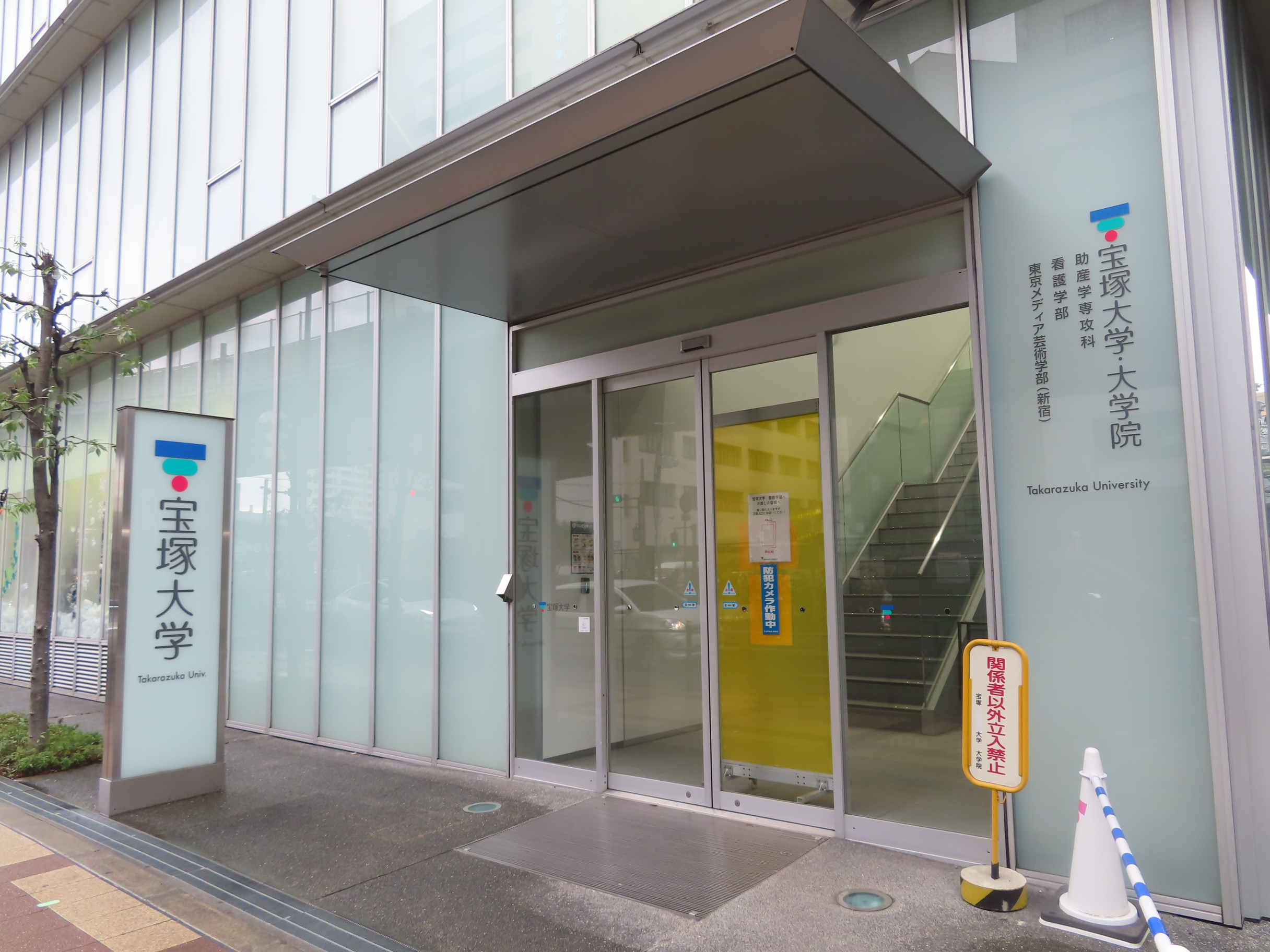
大阪梅田キャンパス

2021年4月に法人本部が宝塚キャンパスより移設された。
- 教育・研究機関
  - 看護学部
- 助産学専攻科

- 交通アクセス: 阪急電鉄各線大阪梅田駅から高架沿い（神戸線側）を歩く
  - 阪急「大阪梅田」駅（茶屋町口）より徒歩約5分、阪急京都線、宝塚線、神戸線を利用し、「大阪梅田」駅下車
  - JR「大阪」駅より徒歩約10分、JR京都線、神戸線、奈良線、環状線を利用し、「大阪」駅下車
  - 地下鉄「梅田」駅より徒歩約10分、地下鉄御堂筋線を利用し、「梅田」駅下車
  - 地下鉄「中津」駅より徒歩約5分、地下鉄御堂筋線利用し、「中津」駅下車（北緯34度42分28.3秒 東経135度29分49秒 / 北緯34.707861度 東経135.49694度）。

### 東京新宿キャンパス

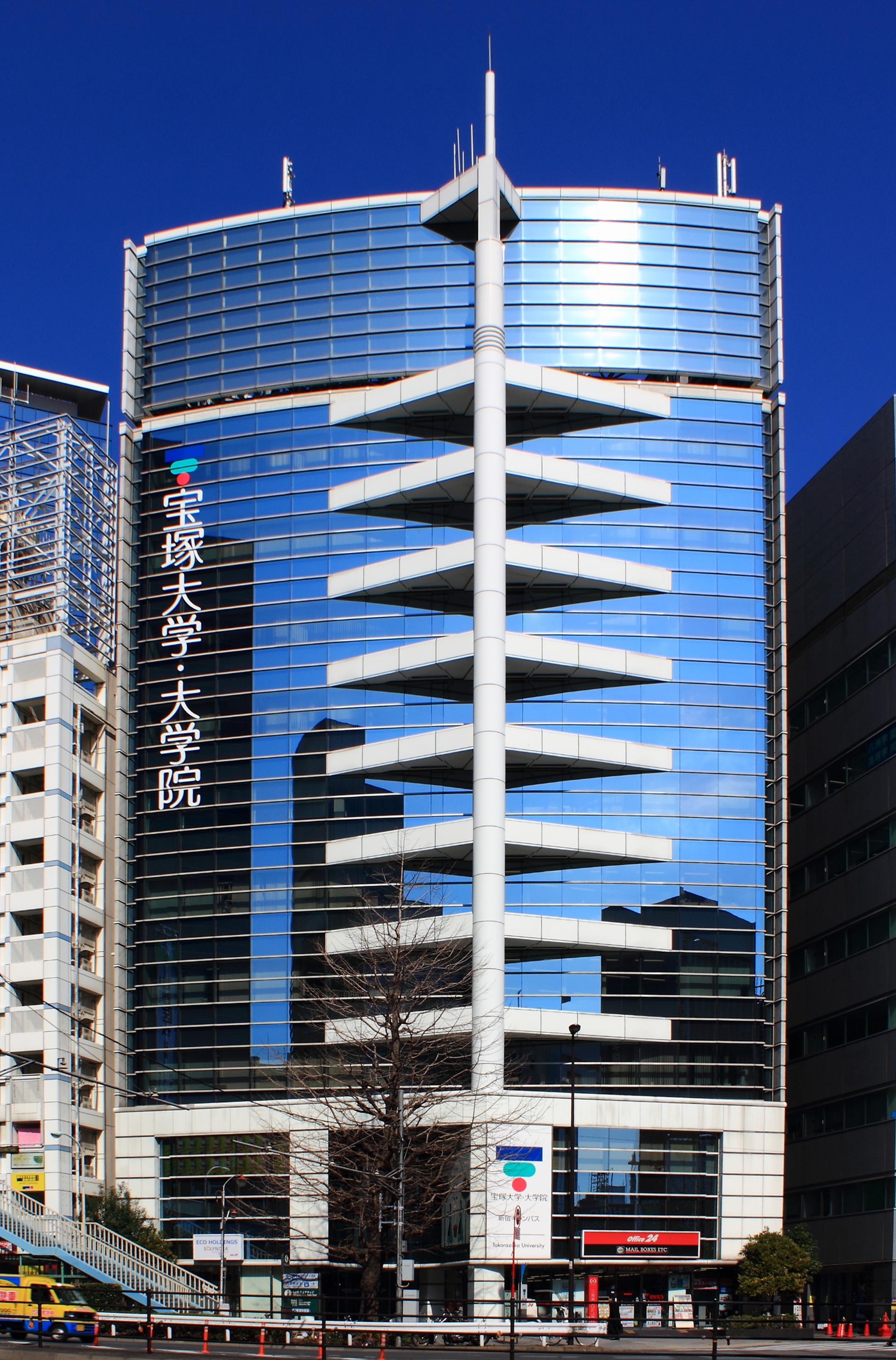
東京新宿キャンパス

東京メディア芸術学部および大学院が設置されている正規のキャンパス。
- 教育・研究機関
  - 東京メディア芸術学部
  - 大学院メディア芸術研究科
- 交通アクセス（北緯35度41分37.7秒 東経139度41分50.2秒 / 北緯35.693806度 東経139.697278度）
  - JR東日本各路線・東京メトロ丸ノ内線新宿駅から徒歩4分
  - 都営地下鉄大江戸線新宿西口駅から徒歩2分
  - 西武鉄道新宿線西武新宿駅から徒歩3分
  - 京王電鉄京王線・小田急電鉄小田原線新宿駅から徒歩5分
- ジェットグラフィクス（映像・ゲームコンテンツ制作会社）
- 心田庵（茶室）
- メディア工房
ゲーム制作会社が運営する開発室。同じフロア内を3分割し、教室、工房、ゲーム会社を配置する。ゲーム会社部分は実際のゲームメーカーとして機能するため、学生が作った作品が販売される可能性もある。メディア・コンテンツ学部の学生はまず教室に配属され、そこで優秀と認められ、選抜された学生が工房に進めることになる。ゲーム工房はゲームメーカーの開発部門であるため、工房に進学する場合は機密保持契約を結ぶことになる。

## 行事・関連イベント

### 春の造形展・秋の造形展
春の造形展、秋の造形展と、年に2回開催される。
学内関係者のみの出展であり、大学側からの評価として、金賞・銀賞・銅賞・学科賞などの各賞がある。金賞・銀賞・銅賞の受賞者には、表彰状だけでなく、メダルも贈呈される。

### 大学祭
宝塚キャンパスにて、毎年9月ごろに開催。また、秋の造形展も同時に行われる。
2009年度は学外のアーティストも参加・出展できるアートフェスとして開催。
2010年度以降は東京新宿キャンパスで行われるものと同名の「宝翔祭」になる。

### 宝翔祭
東京新宿キャンパスにて行われる大学祭。

### メディア・コンテンツ大賞
宝塚造形芸術大学と毎日新聞社が主催とする、主に漫画とアニメーションの新人作品を募集。
一般から参加できる。
- 最優秀賞
- 松本零士賞（全最優秀賞の中から1点）
- 毎日新聞社賞（1点）
- 奨励賞
- 佳作

（メディア・コンテンツ大賞Webサイト）

### 卒業制作展
学部生および大学院生の最終制作作品の展示、審査。
各学科、コース、研究科のそれぞれのグループに大学側から予算が与えられ、学生達が自分達で、発表場所からテーマにいたるまでを決定し発表する。よって、グループによって様々な場所、日時で展示は行われる。本学キャンパス以外で発表場所としてよく使われる施設は大阪市立美術館など。

## 海外芸術系諸大学提携校
- アメリカ
  - アートセンター・カレッジ・オブ・デザイン（カリフォルニア州パサデナ）
  - シカゴ美術館附属美術大学（イリノイ州シカゴ）
  - New York University Tisch School of the Arts（ニューヨーク州ニューヨーク）
  - San Francisco Art Institute（カリフォルニア州サンフランシスコ）
  - パーソンズ美術大学（ニューヨーク州ニューヨーク）
- フランス
  - エコール・デ・ボザール（パリ）
  - Ecole internationale des Arts et la Mode
- イタリア
  - Accademia di Belle Arti di Brera
  - ヨーロッパ・デザイン学院
- ほか、イギリス・ドイツ・ブラジルなど多数。

## 大学関係者

### 大学関係者一覧
- 宝塚大学の人物一覧